# Општина Камар (Салаж)
Камар (рум. Camăr) општина је у Румунији у округу Салаж.
Oпштина се налази на надморској висини од 231 m.